# Jurij Nikitin
Jurij Wiktorowycz Nikitin (ukr. Юрій Вікторович Нікітін;  ur. 15 lipca 1978) – ukraiński gimnastyk akrobatyczny. Złoty medalista olimpijski z Aten.
Brał udział w trzech igrzyskach (IO 04, IO 08, IO 12). Specjalizował się w skokach na trampolinie i w tej konkurencji zdobył złoto w 2004. Na mistrzostwach świata w 2003 zdobył dwa brązowe medale oraz również brąz w 2009 w skokach synchronicznych.